# Francesco Bissolo

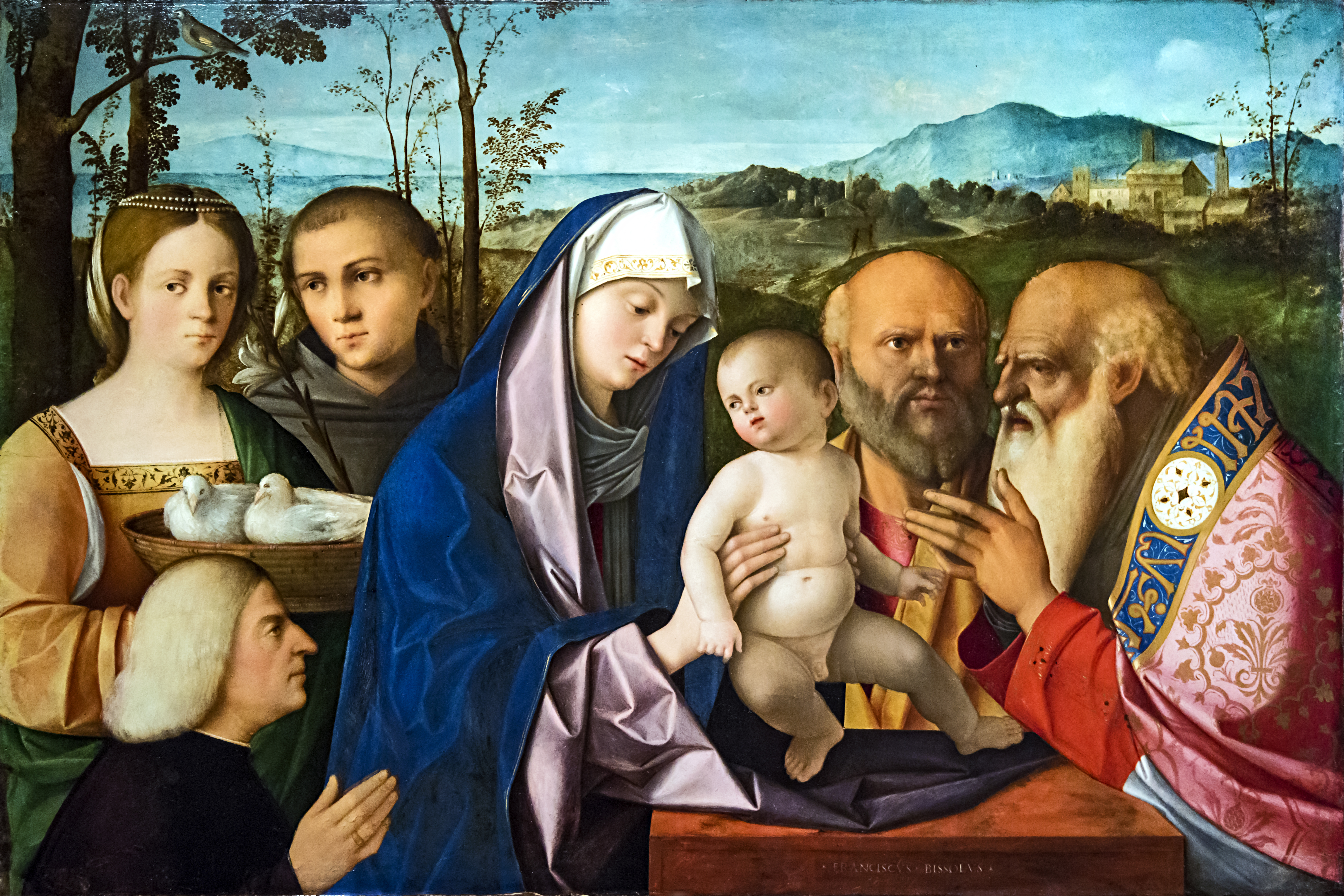
Kyndelsmässodagen Gallerie dell'Accademia

Francesco Bissolo, död 1554, var en italiensk konstnär.
Bissolo var från 1492 elev till Giovanni Bellini, vars stil han i sitt eget konstnärskap. Bland hans verk märks ett flertal madonnabilder och andra religiösa kompositioner.